# Istorija pismenosti
Istorija pismenosti prati razvoj izražavanja jezika slovima ili drugim oznakama, kao i studije i opise tih dešavanja.
U istoriji razvijanja sistema pisanja u različitim ljudskim civilizacijama, potpunijim sistemima pisanja prethodio je protopisanje, sistemi ideografskih ili ranih mnemoloških simbola (simbola ili slova koji olakšavaju pamćenje). Istinito pisanje, u kojem je kodiran sadržaj jezičke izreke, tako da drugi čitalac može da rekonstruiše sa priličnim stepenom tačnosti tačno zabeležene zapise, kasniji je razvoj. Ono se razlikuje od protopisanja, koje obično izbegava kodiranje gramatičkih reči i priloga, te je otežano ili čak nemoguće rekonstruisati tačno značenje koje je pisac imao na umu, osim ako se veći deo konteksta zna unapred. Jedan od najranijih oblika pismenog izražavanja je klinopis.

## Izumi pisanja
Dugo se smatralo da je izum pisanja imao jedinstveno poreklo, što je obuhvaćeno teorijom zvanom „monogeneza”. Učenjaci su verovali da je svo pisanje nastalo u drevnom Sumeru (u Mesopotamiji) i da se širilo svetom odatle putem procesa kulturne difuzije. Prema ovoj teoriji, koncept predstavljanja jezika korišćenjem pisanja, mada ne nužno i specifičnosti kako je takav sistem funkcionisao, prenosili su trgovci putujući između geografskih regiona.
Međutim, otkriće skripti drevne Mezoamerike i Perua, daleko od bliskoistočnih izvora, pokazalo je da pisanje moglo biti izmišljeno nezavisno. Naučnici sada smatraju da se pisanje verovatno nezavisno razvilo u najmanje pet drevnih civilizacija: Mesopotamiji (između 3400. i 3100. godine p. n. e.), Egiptu (oko 3250. godine p. n. e.), Kini (2000. godine p. n. e.), nizijskoj Mezoamerici (do 650. godine p. n. e.), i Peruu (verovatno već 2700. godine p. n. e., mada verovatnije oko 200 godine).
U pogledu Egipta, nekoliko učenjaka je tvrdilo da se „najranija čvrsta evidencija egipatskog pisanja razlikuje po strukturi i stilu od mesopotamijskog, i stoga je njihovo pisanje moralo biti nezavisno razvijeno. Mogućnost difuzijske stimulacije iz Mesopotamije ostaje, ali uticaj nije mogao da pređe stepen prenošenja ideje.”
Drevni kineski znakovi su nezavisni izum, jer ne postoje dokazi o kontaktu drevne Kine i pismenih civilizacija Bliskog Istoka, i zbog izrazitih razlika između mesopotamijskog i kineskog pristupa logografiji i fonetskoj reprezentaciji.
Rasprava okružuje indijsko pismo civilizacije doline Inda iz brončanog doba, Rongorongo pismo Uskršnjeg ostrva i vinčanske simbole od oko 5.500 godina pne. Svi su nedešifrovani, te nije poznato da li predstavljaju autentično pisanje, protopisanje ili nešto treće.
Sumersko arhaično (preklinasto) pisanje i egipatski hijeroglifi generalno se smatraju najranijim istinskim sistemima pisanja, oba od kojih izviru iz svojih predačkih protopismenskih simboličkih sistema iz 3400–3100. p. n. e., sa najranijim koherentnim tekstovima od oko 2600. p. n. e..

## Sistemi pisanja
Simbolički komunikacioni sistemi se razlikuju od sistema pisanja po tome što se za razumevanje teksta obično mora razumeti nešto iz povezanog govornog jezika. Suprotno tome, simbolički sistemi, kao što su informativni znakovi, slike, mape i matematika, često ne zahtevaju prethodno poznavanje govornog jezika. Svaka ljudska zajednica poseduje jezik, svojstvo koje mnogi smatraju urođenim i određujućim stanjem čovečanstva (pogledajte poreklo jezika). Međutim, razvoj sistema pisanja i njihova delimična zamena tradicionalnih oralnih komunikacionih sistema bili su sporadični, neujednačeni i spori. Jednom uspostavljeni, sistemi pisanja se u celini menjaju sporije od svojih govornih pandana i često očuvavaju obeležja i izraze koji više ne postoje u govornom jeziku.
Postoje tri kriterijuma pisanja za sve sisteme pisanja. Prvo je da pisanje mora biti kompletno. Ono mora da ima svrhu ili neku vrstu značenja. Tekstom se mora naglasiti ili saopštiti neka poenta. Drugo, svi sistemi pisanja moraju imati neku vrstu simbola koji se mogu napraviti na nekoj vrsti površine, bilo fizičke ili digitalne. I na kraju, simboli koji se koriste u sistemu pisanja moraju oponašati govorne reči/govor, kako bi komunikacija bila moguća.
Najveća korist od pisanja je u tome što pruža alat pomoću kojeg društvo može dosledno i detaljno beležiti podatke, nešto što se ne može postići jednako dobro govornim jezikom. Pisanje omogućava društvima da prenose informacije i razmenjuju znanje.

## Zabeležena istorija
Drevna mesopotamijska poema daje prvu poznatu priču o pronalasku pisanja:
Budući da su glasnička usta bila teška i nije mogao da ponovi (poruku), gospodar Kulabe potapšao je glinu i na nju stavio reči, poput tablice. Do tada nije bilo stavljanja reči na glinu.— Sumerska epska pesma Enmerkar i gospodar Arate. Oko 1800. godine p. n. e..
Učenjaci opravdano prave razliku između praistorije i istorije ranog pisanja, ali se razilaze po pitanju vremena kad praistorija postaje istorija, i kada protopisanje postaje „istinsko pisanje”. Ta definicija je u velikoj meri subjektivna. Pisanje je, u najopštem smislu, metoda zapisivanja informacija i sastoji se od grafema, koji mogu biti sastavljeni od glifa.
Pojavu pisanja na određenom području obično prati nekoliko vekova fragmentarnih natpisa. Istoričari obeležavaju „istoričnost” kulture prisustvom koherentnih tekstova u sistemu pisanja kulture. Izum pisanja nije bio jednokratni događaj, već je bio postepeni proces iniciran pojavom simbola, možda prvo u kultne svrhe.

## Literatura
- Millard, A. R. (1986). „The Infancy of the Alphabet”. World Archaeology. 17 (3): 390—398. doi:10.1080/00438243.1986.9979978.
- Olivier, J.-P. (1986). „Cretan Writing in the Second Millennium B.C”. World Archaeology. 17 (3): 377—389. doi:10.1080/00438243.1986.9979977.
- Norman, Jerry (1988). Chinese. Cambridge University Press. ISBN 978-0-521-29653-3.
- Lambert, J.L.F. (2014-2017). Termcraft: The emergence of terminology science from the Vinčans and Sumerians to Aristotle. Lulu Press. . ISBN 978-1-7751129-2-1. Недостаје или је празан параметар |title= (помоћ)
- The Idea of Writing: Writing Across Borders. Edited by Alex de Voogt, Joachim Friedrich Quack. BRILL, Dec 9, 2011.
- Powell, Barry B. (2009). Writing: Theory and History of the Technology of Civilization,. Oxford: Blackwell. ISBN 978-1-4051-6256-2.
- Steven R. Fischer A History of Writing, Reaktion Books 2005 CN136481
- Hoffman, Joel M. 2004. In the Beginning: A Short History of the Hebrew Language. New York University Press. Chapter 3.
- Jean-Jacques Glassne (2003). The Invention of Cuneiform: Writing in Sumer. ISBN 9780801873898. JHU Press.
- Andrew Robinson (1999). The Story of Writing. ISBN 978-0-500-28156-7. Thames & Hudson 1995 (second edition: 1999).
- Hans J. Nissen, P. Damerow, R. Englund (1993). Archaic Bookkeeping. ISBN 978-0-500-01665-7.. University of Chicago Press.
- Denise Schmandt-Besserat (1992). Before Writing, Vol. I: From Counting to Cuneiform. ISBN 9780292707832. University of Texas Press.
- Denise Schmandt-Besserat, HomePage, How Writing Came About. 1992. ISBN 978-0-292-77704-0.. University of Texas Press.
- Saggs, H., 1991. Civilization Before Greece and Rome. Yale University Press. Chapter 4.
- Jack Goody (1986). The Logic of Writing and the Organization of Society.. Cambridge University Press
- Otto Neugebauer, Abraham Joseph Sachs, Albrecht Götze. Mathematical Cuneiform Texts. Pub. jointly by the American Oriental Society and the American Schools of Oriental Research, 1945.
- Smith, William Anton. The Reading Process. New York: The Macmillan company, 1922.
- Chisholm, Hugh. Encyclopædia Britannica. A Dictionary of Arts, Sciences, Literature and General Information. Cambridge, Eng: University Press, 1911. "Writing".
- Clodd, Edward. The Story of the Alphabet. Library of useful stories.
- Barraclough, Geoffrey; Stone, Norman (1989). The Times Atlas of World History (на језику: енглески). Hammond Incorporated. стр. 53. ISBN 9780723003045.
- Senner, Wayne M. (1991). The Origins of Writing (на језику: енглески). University of Nebraska Press. стр. 77. ISBN 9780803291676.
- „Archaeologists Rewrite History”. China Daily. 12. 6. 2003.
- Houston, Stephen D. (2004). The First Writing: Script Invention as History and Process. Cambridge University Press. стр. 245—6. ISBN 978-0-521-83861-0.
- Scarre, Chris; Fagan, Brian M. (2016). Ancient Civilizations (на језику: енглески). Routledge. стр. 106. ISBN 9781317296089.
- Conference, William Foxwell Albright Centennial (1996). The Study of the Ancient Near East in the Twenty-first Century: The William Foxwell Albright Centennial Conference (на језику: енглески). Eisenbrauns. стр. –24–25. ISBN 9780931464966.